# Daniël Mijtens II

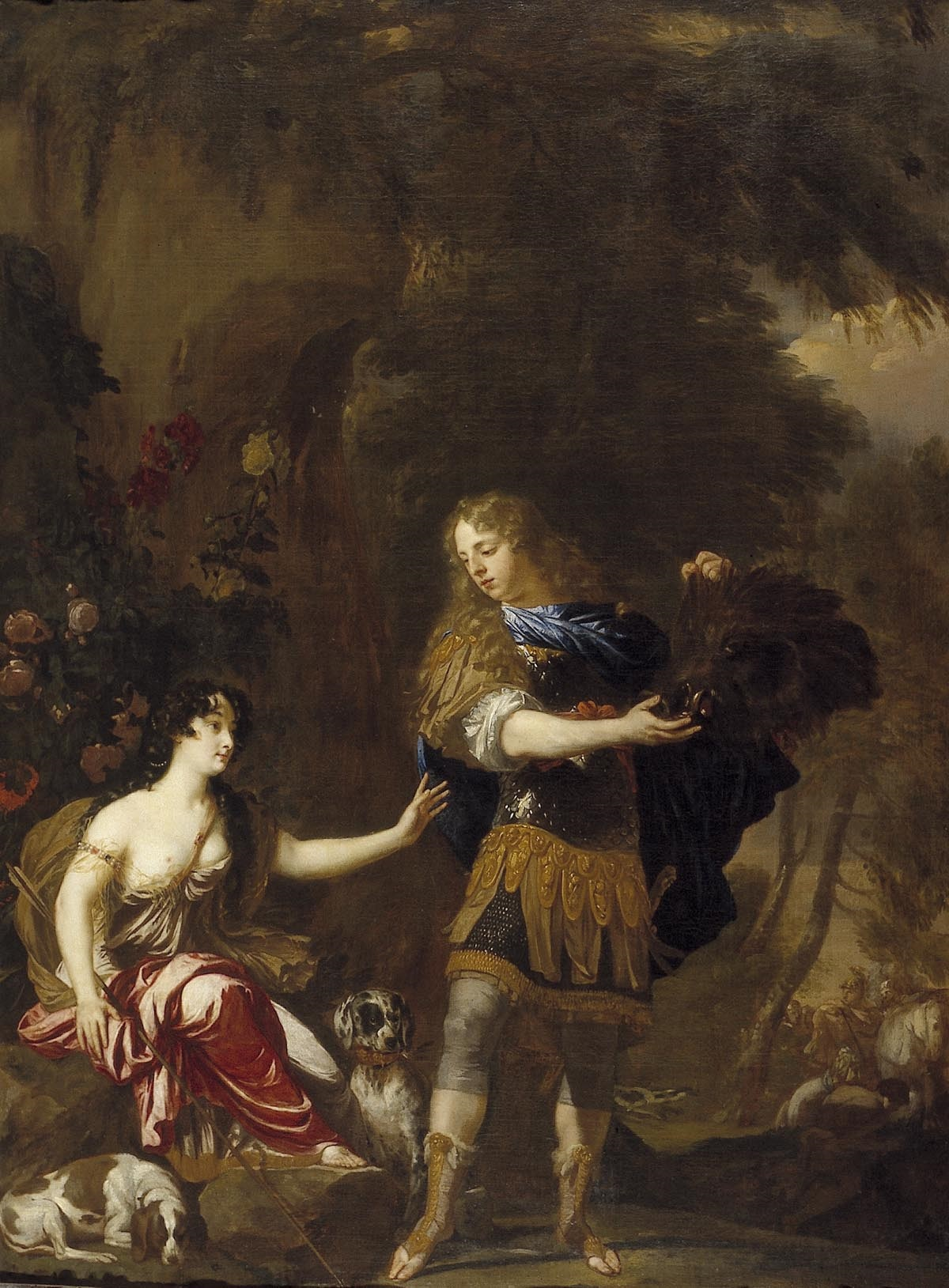
Meleagro entrega la cabeza del Jabalí de Calidón a Atalanta.

Daniël Mijtens II, o Daniël Mijtens el Joven (La Haya, 1644–La Haya, 1688), fue un pintor del Siglo de Oro neerlandés, hijo de Daniël Mijtens.

## Biografía
Según Houbraken, viajó a Italia, donde se unió a los Bentvueghels con el apodo Bontekraay («Corneja»).
Fue uno de los 48 firmantes de la carta fundacional de la Confrérie Pictura de La Haya, y pintó una de las cuatro obras que adornan las esquinas del techo del edificio Boterwaag donde se reunían los miembros del gremio. Las otras esquinas fueron pintadas por Theodor van der Schuer, Augustinus Terwesten y Robbert Duval.
Según el RKD, fue pupilo de su padre, pintor de la corte de La Haya. Es conocido por sus temas mitológicos y decoración de interiores. A su vez, instruyó a Lourens Bruyning, Nicolaes Hooft, Mattheus Terwesten y Elias Vinie.